# 汪旭光
汪旭光（1939年12月31日—），安徽枞阳人，工业炸药与爆破技术专家，中国工程院院士，现任国家安全生产专家组副组长、全国安全评价工作委员会主任、公安部爆破专家组组长、公安部消防局专家组顾问，国际岩石爆破破碎委员会委员。

## 履历[1]
- 1963年，毕业于安徽大学。
- 1995年，当选中国工程院院士。